# Starorypin Rządowy
Starorypin Rządowy – wieś w Polsce położona w województwie kujawsko-pomorskim, w powiecie rypińskim, w gminie Rypin, przy trasie drogi wojewódzkiej nr 560.

## Podział administracyjny
W latach 1975–1998 miejscowość administracyjnie należała do województwa włocławskiego.

## Demografia
Według Narodowego Spisu Powszechnego (III 2011 r.) liczyła 120 mieszkańców. Jest 24. co do wielkości miejscowością gminy Rypin.